# Cao E

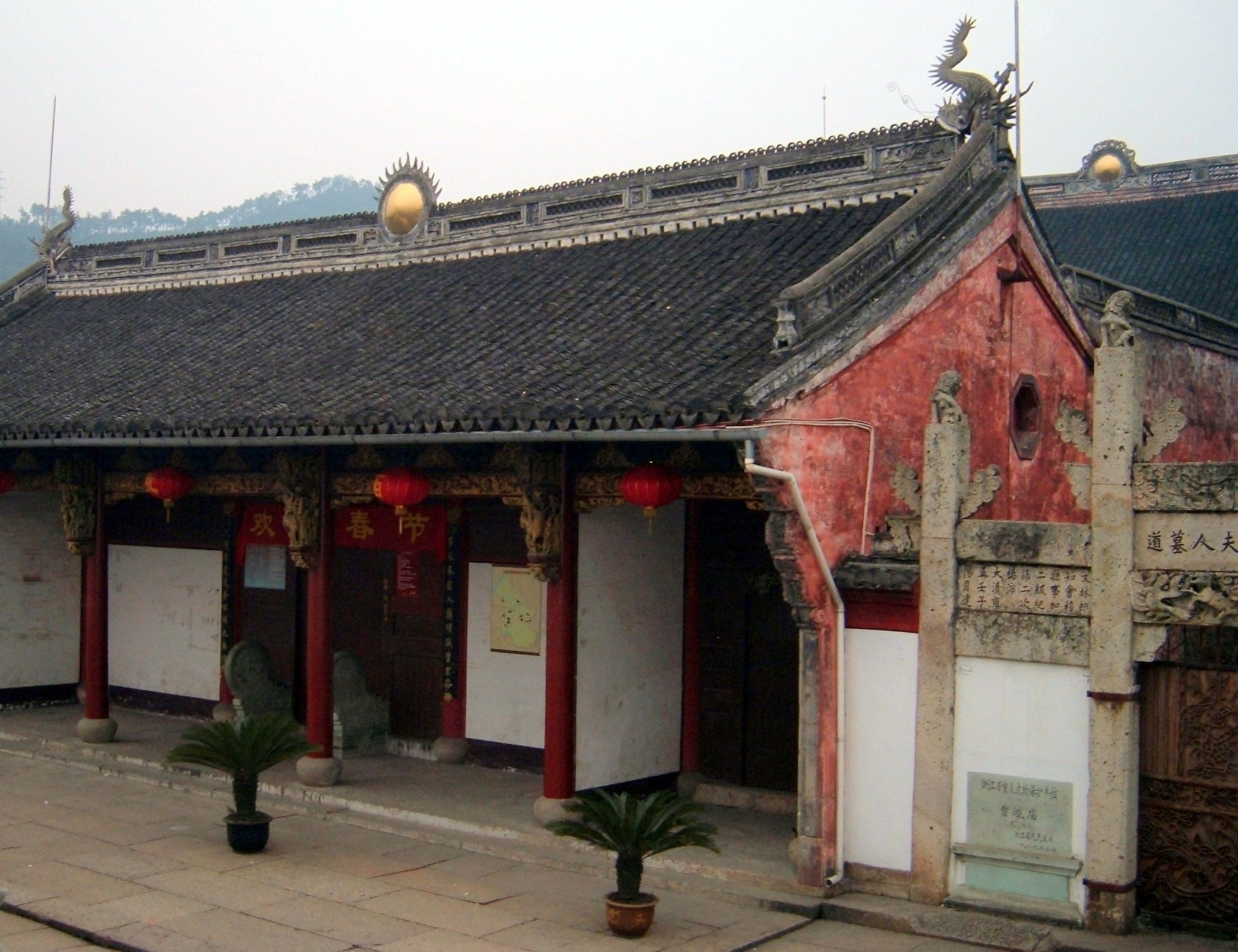
De façade van de Cao'e-tempel is naar het oosten gericht, uitkijkend over de Cao'e-rivier, in Shangyu, Zhejiang, China.

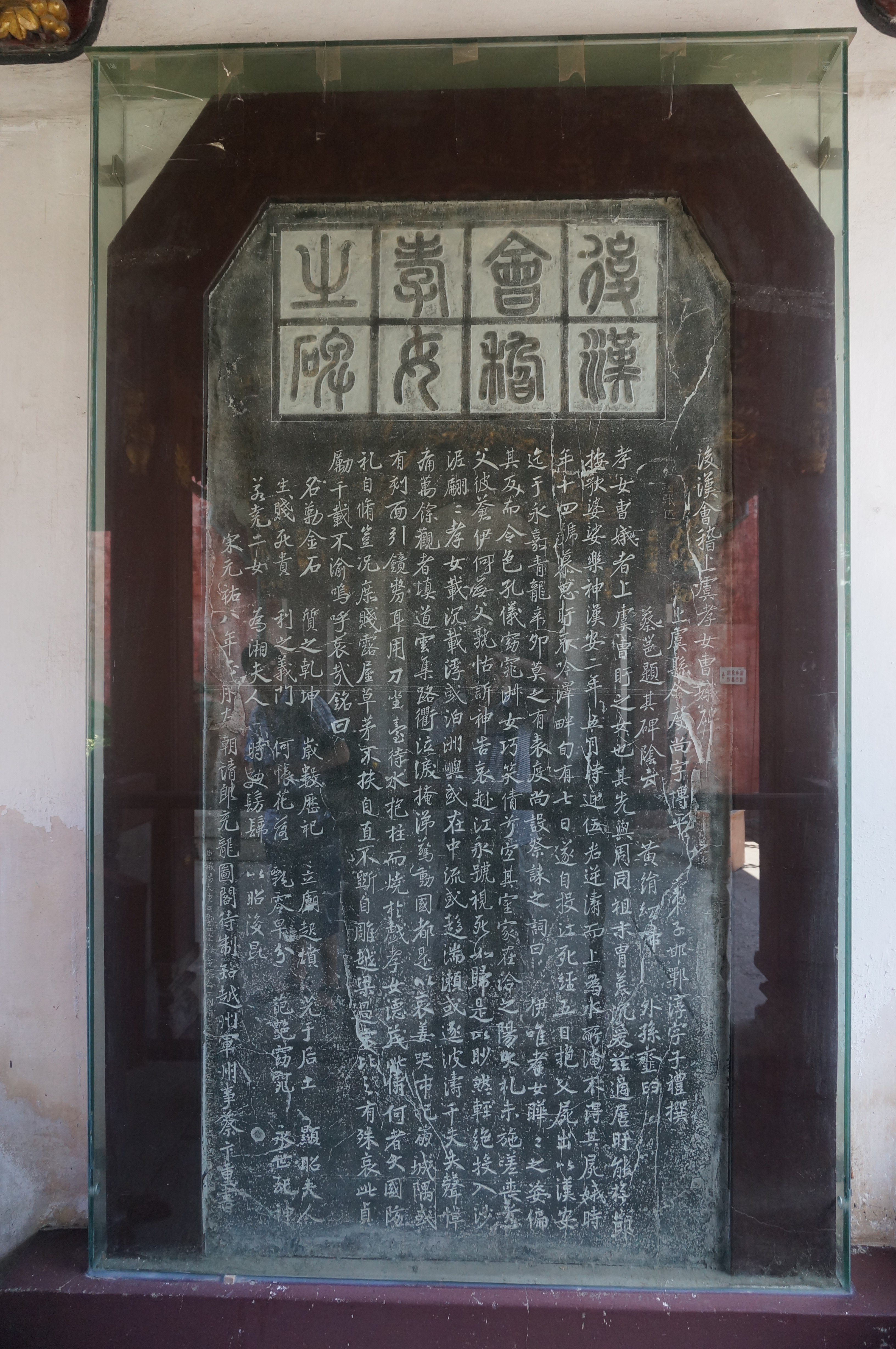
Cao'e-monument (stele) uit 1093, gemaakt door Cai Bian (蔡卞). Dit monument is ruim 2 meter hoog en 1 meter breed.

Cao E (Chinees: 曹娥, Hanyu pinyin: Cáo É) (130–143), was een meisje uit Shangyu, Shaoxing, provincie Zhejiang in China. Zij was de dochter van de sjamaan Cao Xu. Ze stierf in het jaar 143 tijdens een poging om haar vader te redden van de verdrinkingsdood. In 151 werd er een tempel aan haar gewijd en de rivier waarin zij en haar vader verdronken, werd naar haar vernoemd.

## Leven
In het district Shangyu (上虞区) in Shaoxing was Cao Xu (曹盱) in 143 belast met de lokale ceremonies rond het Drakenbootfeest. Tijdens het feest viel hij in de Shun-rivier. Er werd een grootschalige zoekactie op touw gezet die 17 dagen duurde. Deze zoekactie had na al die dagen niets opgeleverd en Cao E, zijn dochter van 13 jaar oud, besloot in het kader van kinderlijke gehoorzaamheid (孝, xiao) zelf haar vader in de rivier te zoeken. Na vijf dagen verscheen zij boven water met haar vader in haar armen, beiden dood door verdrinking. Deze act gaf haar de bijnaam 曹孝女; Cao, Xiaonu (Cao, de  kinderlijke gehoorzame dochter). Acht jaar later, in 151, werd in Shangyu een tempel en een tombe gebouwd ter nagedachtenis aan Cao E en haar opoffering om haar vader te redden. Een stenen stele werd gemaakt ter ere van haar nagedachtenis, maar deze is verloren gegaan. In 1093 heeft Cai Bianzhong (蔡卞中) de huidige stele voor haar vervaardigd. De Shun-rivier werd omgedoopt tot de Cao'e-rivier, ter ere van haar.

## Cao E Monumenten

### Cao'e-rivier
De Cao'e-rivier ontstaat op 870 meter hoogte op de berg Jiangongling in het Dapan gebergte in de provincie Zhejiang in China. De rivier is 182,4 km lang en mondt uit in de Hangzhou-baai. De rivier heeft verschillende namen gehad zoals, Shun-rivier, vernoemd naar keizer Shun en Shangyu rivier, vernoemd naar de regio waar het door stroomt. De naam die de rivier nu nog steeds draagt is van het meisje Cao E (130-143), die samen met haar vader verdronken is in die rivier.

### Cao'e-tempel
In 151 is de Cao'e-tempel voor het eerst gebouwd, waarna de tempel nog vele malen is verbouwd en herbouwd. De laatste keer is geweest na een grote brand in 1929, de wederopbouw heeft toen geduurd tot 1936, toen is er voor gekozen om naast beeldhouwkunst ook veel houtsnijwerk toe te passen. De tempel staat in het Shangyu district, Shaoxing, Zhejiang en haar façade is naar het oosten gericht en kijkt uit over de Cao'e-rivier, de achtergevel heeft een uitzicht op de Phoenix Berg. De grond waarop de tempel staat heeft een oppervlakte van 6000 vierkante meter, de tempel heeft een oppervlakte van 3840 vierkante meter. Sinds 1989 is de Cao'e-tempel opgenomen in de lijst van beschermde nationale en culturele relikwieën. In de tempel zijn diverse muurschilderingen gemaakt welke het verhaal van Cao E beschrijven. Elk jaar van 15-22 mei is er een Cao'e-tempelfestival, met op 22 mei een Cao'e-herdenkingsdienst in de tempel. De tempel wordt wel de nummer een tempel van Jiangnan genoemd.

### Cao'e-tombe
De Cao'e-tombe is na de bouw in 151 een paar keer verwoest geweest en weer herbouwd. De huidige tombe is 2,7 meter hoog en meet 7 meter breed en diep en is geplaatst in het noordelijke deel van de tempel.

### Cao'e-stele
De originele Cao'e-stele is verloren gegaan maar in 1093 heeft Cai Bian (蔡卞) de huidige stele vervaardigd, deze stele is ruim 2 meter hoog en 1 meter breed. De Cao'e-stele is opgesteld in de Cao'e-tempel. De stele heeft de titel gekregen van "De stele van Cao E, de kinderlijke gehoorzame dochter". Deze stele is uitgegroeid tot een historisch monument.

### Kleine Cao'e-stad
Officieel Xiaocao'ezhen geheten, (Chinees: 小曹娥镇, pinyin: xiǎo Cáo É zhèn) Nederlands: "Kleine Cao'e-stad", is vernoemd naar Cao E en is onderdeel van Yuyao (Ningbo) in de Zhejiang provincie, China. Kleine Cao'e-stad stad heeft een oppervlakte van 33,4 vierkante kilometer en een populatie van 40.400 inwoners (2017). Er is een Cao'e-postkantoor, Cao'e-gezondheidscentrum, Cao'e-supermarkt en Cao'e-school in de stad, ook is er nog een Cao'e-dorp in deze gemeente. De stad is gelegen op ongeveer 50 km afstand van de haven van Ningbo en staat bekend om zijn industrie. Kleine Cao'e-stad heeft een reputatie op het gebied van honing en mosterd. Kleine Cao'e-stad is gekozen tot een van de 1000 top steden in China.

### Cao'e-standbeeld
Er zijn meerdere standbeelden gemaakt van Cao E, deze zijn vooral gemaakt van steen maar er zijn ook beelden van brons.

### Cao E naamgevingen (Shangyu)
Het Shangyu district heeft een aantal naamgevingen met Cao E verwijzing, zoals een: politiebureau, treinstation, gebied, hotel, straat, school, etc.

### Cao E hulde
- Er zijn meer dan 30 plaquettes geschonken door bekende mensen en ter ere van Cao E in de tempel tentoongesteld, enkele van deze bekende mensen zijn: Mi Fu, Tang Yin, Zhu Yunming, Wen Zhengming, Chiang Kai-shek.
- In de loop van de tijd hebben een aantal hoogwaardigheidsbekleders hulde gebracht aan de tempel van Cao E.
- Een aantal hoogwaardigheidsbekleders hebben geïnvesteerd in de tempel, zo heeft in 1093 keizer Zhezong een hoofdzaal in de tempel laten bouwen.
- Er zijn gedichten geschreven voor Cao E door bekende personen, oa Xu Wei, Yu Youren, Xiong Xiling, Ju Zheng, Liu Chunlin, Wang Ruan, Wang Zhen.
- Verschillende schrijvers verwerkten het verhaal van Cao E in hun eigen werken, oa Luo Guanzhong, Cao Xueqin.
- Er zijn filmpjes gemaakt om Cao E te blijven gedenken.
- Cao E is opgenomen in het Boek van de Late Han.
- Cao E is opgenomen in de Wu Shuang Pu (無雙譜; Boek van Weergaloze Helden) door Jin Guliang.

## Kinderlijke gehoorzaamheid (Chinese wijsheid)
De nagedachtenis van Cao E is gebaseerd op een traditionele Chinese deugd zoals respect tonen aan je ouders, dit wordt kinderlijke gehoorzaamheid genoemd en wordt gezien als de basis van een sterke familieband. Omdat we allemaal zijn ontstaan uit onze ouders vormen zij de basis van ons leven. Als we onze ouders niet respecteren zullen wij niet tot volledige bloei kunnen komen en zijn dan als water zonder bron of als een boom zonder wortel. Kinderen behoren, volgens de regel van kinderlijke gehoorzaamheid, hun ouders respect te tonen, zij zijn immers het fundament van ons bestaan. Met deze Chinese deugd van kinderlijke gehoorzaamheid zal de toekomstige levensboom diep geworteld zijn en voortleven met voorspoed voor volgende generaties.